# Трензаско (Ђенова)
Трензаско је насеље у Италији у округу Ђенова, региону Лигурија.
Према процени из 2011. у насељу је живело 174 становника. Насеље се налази на надморској висини од 291 м.